# Sterling-Airways-Flug 901
Sterling-Airways-Flug 901 (Flugnummer: NB901) war ein Charterflug der dänischen Fluggesellschaft Sterling Airways vom Flughafen Singapur zum Flughafen Kopenhagen mit einem Zwischenstopp auf dem Flughafen Teheran-Mehrabad. Auf diesem Flug verunglückte am 15. März 1974 die eingesetzte Sud Aviation Caravelle 10B3 beim Rollen auf dem Flughafen Teheran-Mehrabad, als es plötzlich durch Materialermüdung zu einem Fahrwerksbruch mit anschließendem Brand kam. Trotz Evakuierung kamen 15 Passagiere ums Leben.

## Maschine
Bei dem verunglückten Flugzeug handelte es sich um eine Sud Aviation Caravelle 10B3 mit der Modellseriennummer 266, die ihren Erstflug am 4. April 1970 absolviert hatte, ehe sie am 6. Mai 1970 an Sterling Airways ausgeliefert wurde, wo sie mit dem Luftfahrzeugkennzeichen OY-STL zugelassen wurde. Das zweistrahlige Mittelstrecken-Schmalrumpfflugzeug war mit zwei Triebwerken des Typs Pratt & Whitney JT8D-9 ausgestattet. Zum Zeitpunkt des Unfalls hatte das Flugzeug eine Betriebsleistung von 13.773 Betriebsstunden.

## Besatzung und Passagiere
An Bord befanden sich 96 Personen, darunter 92 Passagiere, zwei Piloten und zwei Flugbegleiterinnen. Der 38-jährige Kapitän Leif Knud Jørgensen flog seit 1967 Sterling Airways, war im Jahr 1970 zum Rang des Kapitäns befördert worden und hatte 9600 Stunden Flugerfahrung. Der finnische Erste Offizier hatte 6000 Stunden Flugerfahrung. Gemäß der dänischen Zeitung Politiken waren die Staatsangehörigkeiten der Flugzeuginsassen und Opfer wie folgt:
| Staatsangehörigkeit | Passagiere | Besatzung | Gesamt | Todesopfer |
| ------------------- | ---------- | --------- | ------ | ---------- |
| Dänemark            | 46         | 3         | 49     | 7          |
| Schweden            | 36         | -         | 36     | 8          |
| Deutschland         | 4          | -         | 4      | -          |
| Norwegen            | 2          | -         | 2      | -          |
| Finnland            | -          | 1         | 1      | -          |
| Frankreich          | 1          | -         | 1      | -          |
| Gesamt              | 92         | 4         | 96     | 15         |

## Unfallhergang
Die Maschine war von dem Reiseveranstalter Tjæreborg gechartert worden, um Touristen auf einer Asienrundreise zu fliegen. Die Reise hatte am 2. März 1974 in Kopenhagen begonnen und es wurde eine Reihe von Städten angeflogen, darunter Schiras, Bangkok, Hongkong und Neu-Delhi. Am 14. Tag war ein letzter Tankstopp in Teheran vorgesehen, bevor die Maschine zurück nach Kopenhagen fliegen sollte. Nach der Betankung rollte die Maschine zu Startbahn 29L. Dabei brach das rechte Fahrwerk zusammen. Der rechte Flügeltank wurde beschädigt. Kerosin lief aus und entzündete sich. Die Maschine ging in Flammen auf. Die Passagiere wurden über die linke Seite des Flugzeugs evakuiert. Die vier Besatzungsmitglieder und 81 der Passagiere überlebten den Zwischenfall, jedoch kamen acht dänische und sieben schwedische Passagiere ums Leben.

## Unfalluntersuchung
Nach dem Unfall entsandte die dänische Unfalluntersuchungsbehörde eine Ermittlergruppe, technische Experten der Dänischen Polizei und Forensiker nach Teheran, um den Unfall gemeinsam mit iranischen Ermittlern zu untersuchen und die Leichen der Opfer zu identifizieren.
Zu Beginn der Unfalluntersuchung wurde entweder Materialermüdung oder ein Hydraulikdefekt als Unfallursache angenommen. In einem Zwischenbericht vom 30. März 1974 stellten die Ermittler fest, dass die Unfallursache der Bruch des rechten Hauptfahrwerks gewesen war, wodurch der Flügeltank beschädigt wurde und das Kerosin auslief und in Brand geriet. Als konkrete Unfallursache wurden fortschreitende Ermüdungsrisse im Bereich der Fahrwerkaufhängung festgestellt.